# ماريو توريس
ماريو توريس (13 سبتمبر 1931 بالبرتغال - ) هو لاعب كرة قدم برتغالي في مركز الوسط. شارك مع منتخب البرتغال لكرة القدم. أما مع النوادي، فقد لعب مع نادي أكاديميكا كويمبرا.

## وصلات خارجية
- ماريو توريس على موقع قاعدة بيانات كرة القدم.إي يو (الإنجليزية)
- ماريو توريس على موقع عالم كرة القدم.نت (الإنجليزية)